# Carlos Zoéga
Carlos Zoéga, född 11 augusti 1850 i Sireköpinge socken, död 17 april 1888 i Helsingborg, var en svensk-dansk handelsman från en familj med italienska rötter som startade Zoégas kafferosteri i slutet av 1800-talet.

## Biografi

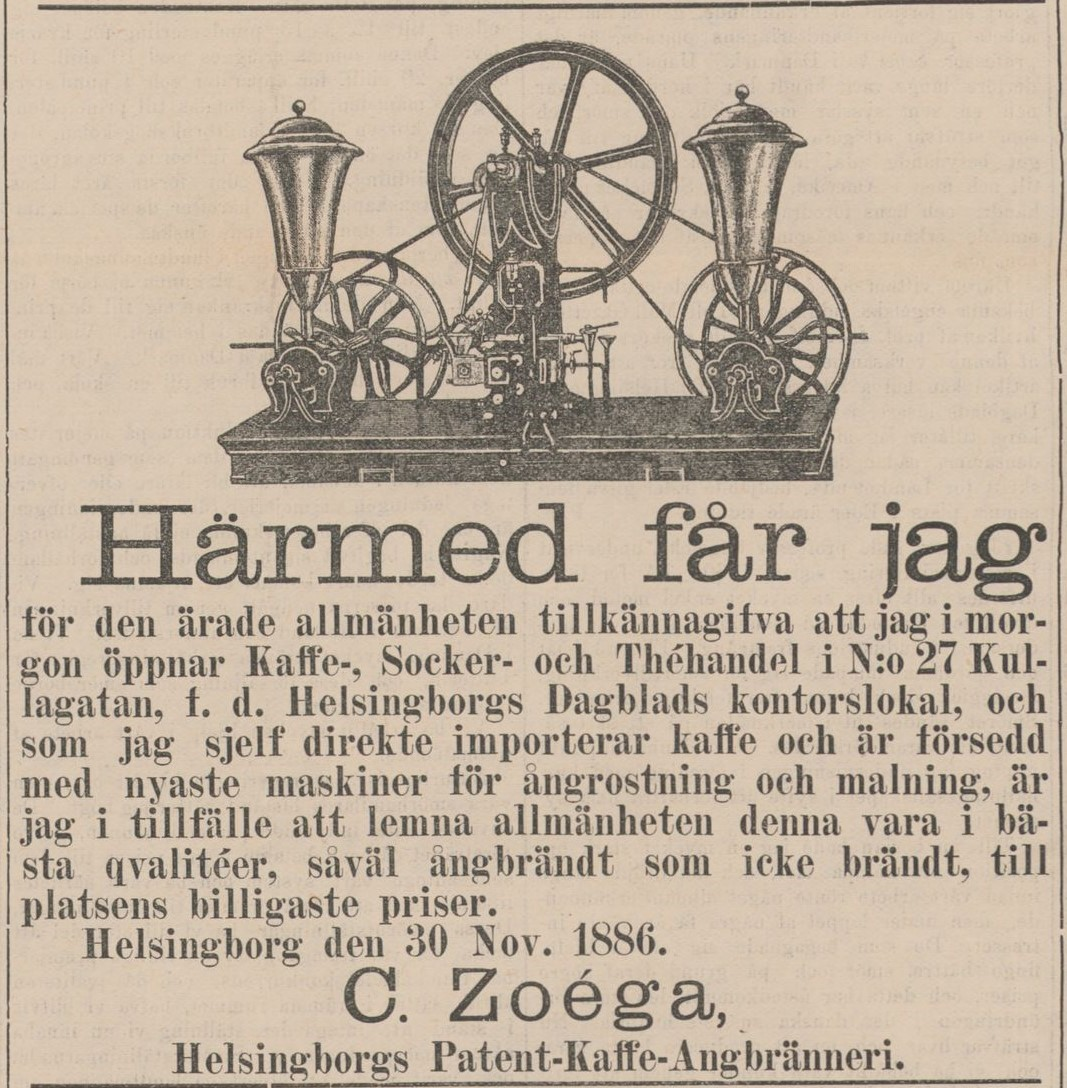
Carlos Zoégas annons i Helsingborgs Dagblad den 30 november 1886.

Zoéga föddes i västra Skåne som son till lantbrukaren Ludwig Christian Zoéga och Margretha Cathrina Aarslev. När Zoéga var 21 år flyttade fadern till Brasilien med de flesta av familjens barn då gården drabbats av mul- och klövsjukan. Zoégas mor stannade i Landskrona. Väl i Brasilien försörjde sig fadern som boskapsuppfödare. Det var där som Zoéga fick smak för kaffe och det var troligen i Brasilien som han bytte förnamn till Carlos. Inte långt efter emigrationen, i år 1873, avled dock fadern och Zoéga startade därefter en egen kaffehandel där han ansamlade sig sin kunskap om kaffebönor. 
Zoéga beslutade sig efter några år att resa tillbaka till Sverige och anlände åter i Landskrona år 1881 med kaffebönor till ett värde av 6 000 kronor i bagaget. Där byggde han sig ett eget hus på Gunnaregatan och köpte in en kaffebrännare, kaffekvarn, diskvåg och förvaringsdosor och snart kunde han öppna sin kaffehandel med mörkrostat kaffe som specialitet. I Landskrona träffade han fotografen Maria Tufvesdotter Thunell och de gifte sig den 28 augusti 1885. Strax efter att parets dotter Clara-Maria fötts beslutade de 1886 att flytta sin verksamhet till Helsingborg. Maria lämnade över sin fotografiateljé till sin yngre syster och började istället engagera sig mer i kaffehandeln. I Helsingborg startade de Helsingborgs Patent-Kaffe-Rosteri, beläget på Kullagatan 27. I en annons publicerad den 30 november 1886 tillkännager Zoéga följande:
| ” | Härmed får jag för den ärade allmänheten tillkännagifva att jag i morgon öppnar Kaffe-, Socker- och Théhandel i N:o 27 Kullagatan f. d. Helsingborgs Dagblads kontorslokal, och som jag sjelf direkte importerar kaffe och är försedd med de nyaste maskiner för ångrostning och malning, är jag i tillfälle att lemna allmänheten denna vara i bästa qvalitéer, såväl ångbrändt som icke brändt, till platsens billigaste priser. | „ |

Familjen hade sin butik i bottenplanet med bostad på våningen över och kaffebrännaren på vinden, där även kaffebönorna lagrades. Kaffebrännaren flyttades däremot så småningom ner till källaren. Medan Maria var gravid med parets andra barn insjuknade Carlos dock plötsligt den 17 april 1888 och avled redan samma dag, endast 37 år gammal. Den 2 juni samma år föddes sonen Carl Thure, som dock avled i plötslig spädbarnsdöd endast en månad efter sin födsel. Carlos ligger begravd tillsammans med sin son på Nya kyrkogården i Helsingborg. Hustrun Maria behöll namnet Zoéga och drev vidare kaffehandeln efter Carlos död. Rudolf Zoéga, hennes son med sin andre make, Johan Svensson, var den som utvecklade verksamheten till en mer industriell skala och bildade det nutida Zoégas kaffe.